# Hakuba no Ōji-sama
Hakuba no Ōji-sama (ハクバノ王子サマ?) es un manga japonés escrito e ilustrado por Yukizou Saku, que fue publicado en la revista Big Comic Spirits desde el 2005 hasta el 2008, siendo recogido posteriormente en diez volúmenes.
La obra fue adaptada a una serie de televisión de drama japonés, titulada Hakuba no Ōji-sama Junai Tekireiki (ハクバノ王子サマ　純愛適齢期?), que comenzó a emitirse en NTV y en Yomiuri TV desde el 3 de octubre de 2013.

## Trama
La historia sigue la vida de Takako Hara, una profesora de 32 años que enseña en una escuela femenina, que comienza una relación con un profesor recién llegado, Kotarō Ozu, un hombre siete años menor que ella. Se muestra la vida de la protagonista y sus problemas en las relaciones, antes viviendo en soledad, y luego teniendo un amor no correspondido por Kotarō Ozu, ya que este último estaba comprometido con su novia Kaori Higashiyama, que estaba estudiando en Inglaterra.

## Personajes

### Personajes principales
Takako Hara (原 多香子 Hara Takako?)
Edad: 32 años
Kotarō Ozu (小津 晃太郎 Ozu Kotarō?)
Edad: 25 años
Akio Kurosawa (黒沢 明夫 Kurosawa Akio?)
Edad: 42 años
Nobuo Egawa (江川 伸生 Egawa Nobuo?)
Edad: 30 años

### Personal docente de la secundaria femenina Odawara
Hidemi Mori (森 秀美 Mori Hidemi?)
Edad: 35 años
Kunihiro Takamine (高峰 邦広 Takamine Kunihiro?)
Edad: 34 años
Kako Akiyama (秋山 佳子 Akiyama Kako?)
Edad: 40 años
Rina Sugawara (菅原 里奈 Sugawara Rina?)
Edad: 25 años
Eijirō Sano (佐野 英二郎 Sano Eijirō?)
Edad: 52 años

### Estudiantes del segundo grado, grupo A
Kotomi Ichikawa (市川 琴美 Ichikawa Kotomi?)
Edad: 16 años
Haru Sugitani (杉谷 ハル Sugitani Haru?)
Edad: 16 años
Saori Nakamura (中村 沙織 Nakamura Saori?)
Edad: 16 años
Ryōko Kita (北 凉子 Kita Ryōko?)
Edad: 16 años

## Manga
A continuación se citan las fechas de lanzamiento de los volúmenes tankobon que recopilaron la serie de manga.
| #  | Fecha de lanzamiento     | ISBN                |
| -- | ------------------------ | ------------------- |
| 1  | 30 de agosto de 2005     | ISBN 978-4091876911 |
| 2  | 30 de noviembre de 2005  | ISBN 978-4091876928 |
| 3  | 28 de febrero de 2006    | ISBN 978-4091801609 |
| 4  | 30 de junio de 2006      | ISBN 978-4091803665 |
| 5  | 29 de septiembre de 2006 | ISBN 978-4091807243 |
| 6  | 26 de diciembre de 2006  | ISBN 978-4091808288 |
| 7  | 30 de mayo de 2007       | ISBN 978-4091812155 |
| 8  | 30 de noviembre de 2007  | ISBN 978-4091813893 |
| 9  | 29 de febrero de 2008    | ISBN 978-4091817457 |
| 10 | 30 de junio de 2008      | ISBN 978-4091820099 |

## Drama de acción real
La serie de drama se estrenó el 3 de octubre de 2013 en las cadenas NTV y Yomiura TV, y consta de 13 episodios, emitiéndose el último el 26 de diciembre del mismo año. Además, la serie es emitida vía streaming por Crunchyroll.
El elenco de la serie de drama está compuesto de la siguiente forma:
- Yūka como Hara Takako
- Takahiro Miura como Kotarō Ozu
- Nakamura Shunsuke como Akio Kurosawa
- Arai Hirofumi como Egawa Nobuo

A continuación se ennumera la lista de episodios de la serie:
| Núm. | Título | Fecha de emisión        |
| ---- | --- | ----------------------- |
| 1    | «Ryakudatsu ai ni furin... shuen joyū o happyō» (略奪愛に不倫…主演女優を発表?)                                                          | 3 de octubre de 2013    |
| 2    | «Kyōshi no koi furin suru on'na wa kiraidesu ka?» (教師の恋不倫する女は嫌いですか??)                                                    | 10 de octubre de 2013   |
| 3    | «Kinkyū jitai kare no fianse o mite… namida tsuini setsunai ai o kokuhaku» (緊急事態彼の婚約者を見て…涙ついに切ない愛を告白?)           | 17 de octubre de 2013   |
| 4    | «Koi no jiken kare to totsuzen no beddo in mijimena koi ni shūshifu ka! ?» (恋の事件彼と突然のベッドイン惨めな恋に終止符か!??)          | 24 de octubre de 2013   |
| 5    | «Haha no wana de miai kekkon? Furin aite ga gyakushū no puropōzu o» (母の罠で見合い結婚? 不倫相手が逆襲のプロポーズを?)                 | 31 de octubre de 2013   |
| 6    | «Sawaritai gōkon de tsunoru omoi bakuhatsu haha to shin'yū ni furin o kokuhaku» (触りたい合コンで募る想い爆発 母と親友に不倫を告白?)    | 7 de noviembre de 2013  |
| 7    | «Kindan kisu kyōshi no ai bōsō... shikashi kare no fianse ga (hi) kōdō o» (禁断キス 教師の愛暴走…しかし彼の婚約者が（秘）行動を?)       | 14 de noviembre de 2013 |
| 8    | «Atsui kisu fianse ga totsuzen no kikoku! Kankei barete kyōshi kubi! ?» (熱いキス婚約者が突然の帰国! 関係バレて教師クビ!??)             | 21 de noviembre de 2013 |
| 9    | «Furin aite no tsuma ga ran'nyū! Subete bakuro ano otoko ni daka rete gōkyū» (不倫相手の妻が乱入! 全て暴露アノ男に抱かれて号泣?)        | 28 de noviembre de 2013 |
| 10   | «Namida no seiya fianse to taiketsu shi higeki... mitakunakatta hanayome sugata» (涙の聖夜婚約者と対決し悲劇…見たくなかった花嫁姿?)     | 5 de diciembre de 2013  |
| 11   | «Kekkon chokuzen saigo no kokuhaku! Dare o erabu 33-sai tanjōbi ga ketsudan'notoki» (結婚直前最後の告白! 誰を選ぶ33歳誕生日が決断の時?) | 12 de diciembre de 2013 |
| 12   | «Kindan no tabi kazoku mo shin'yū mo subete sute futari ga tsuini musuba reru» (禁断の旅家族も親友も全て捨て二人がついに結ばれる?)      | 19 de diciembre de 2013 |
| 13   | Ai no batsu shinjirarenai ketsumatsu ni... binta ya kyūdan... futari wa (愛の罰信じられない結末に…ビンタや糾弾…二人は?)                 | 26 de diciembre de 2013 |